# 藍田（北）巴士總站

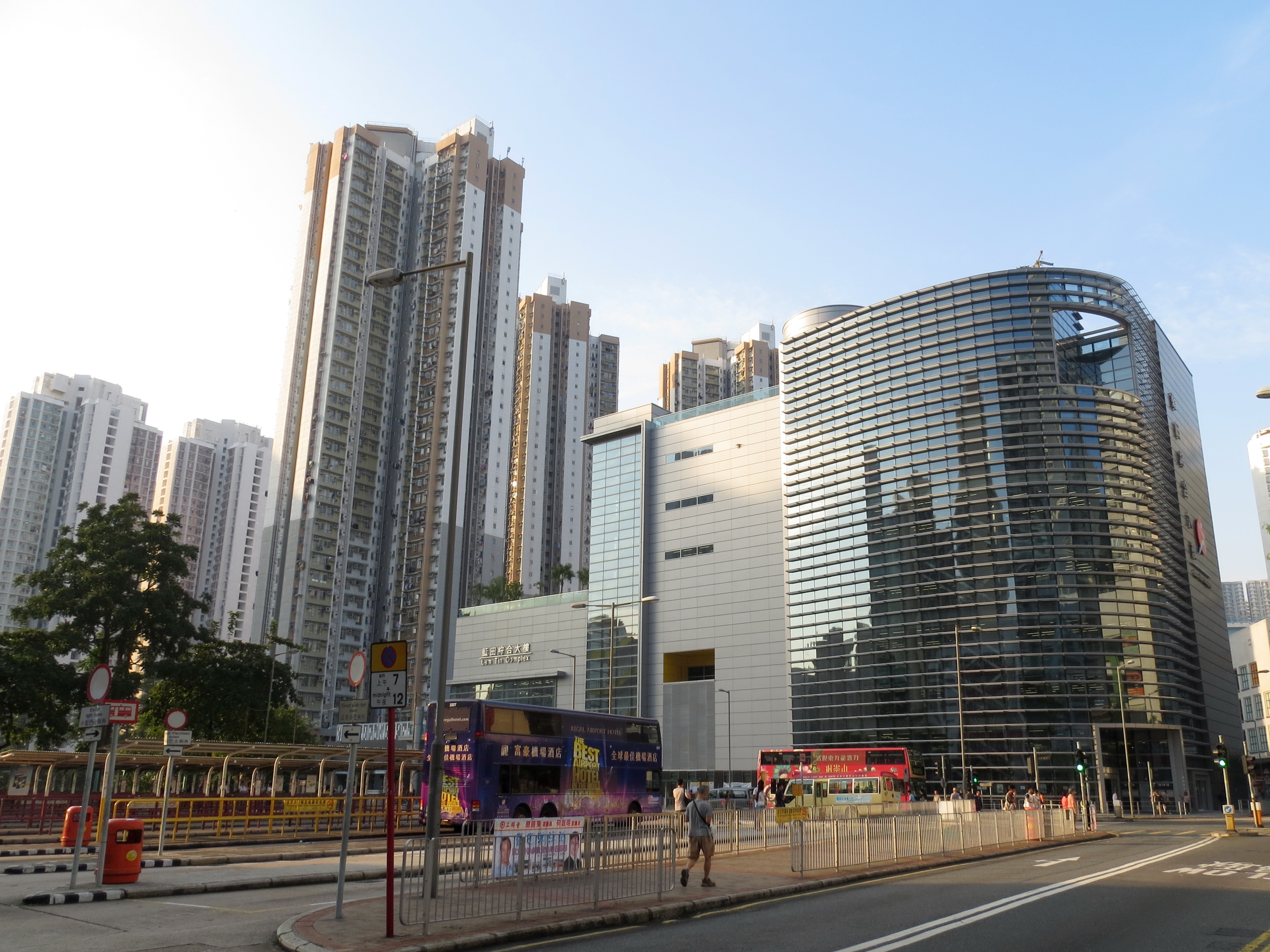
藍田（北）巴士總站和藍田綜合大樓

藍田（北）巴士總站（英文：Lam Tin (North) Bus Terminus）位於香港觀塘區藍田德田街，佔地約0.18公頃。

## 途經路線資料

### 九龍巴士15線
- 平田 ↔ 紅磡（紅鸞道）

### 九龍巴士15A線
- 平田 ↔ 慈雲山（北）

### 九龍巴士16線（晨早特別班次）
- 平田 → 旺角（柏景灣）

### 九龍巴士16M線
- 觀塘（裕民坊） ↺ 藍田（康華苑）

### 九龍巴士38線
- 葵盛（東） ↔ 平田

### 九龍巴士38P線
- 葵盛（中） ↔ 平田

### 九龍巴士74S線
- 平田 ↔ 和合石

### 九龍巴士88X線
- 火炭（穗禾苑） ↔ 藍田（平田）

### 過海隧道巴士603線
- 平田 ↔ 中環渡輪碼頭

### 過海隧道巴士603A線
- 平田 → 中環街市

### 過海隧道巴士603S線
- 平田 → 中環（機利文街）

### 九龍巴士889線
- 沙田馬場 → 藍田（平田）

### 九龍區專線小巴24線
- 鯉魚門（三家村碼頭） ↔ 藍田（平田邨）

### 九龍區專線小巴60線
- 藍田（平田邨） ↔ 順利邨（新利街）

### 城巴E22線
- 藍田（平田街） ↔ 航天城

## 過往總站路線資料

### 九龍巴士15線
- 藍田（北） ↔ 紅磡碼頭

### 九龍巴士15A線
- 藍田（北） ↔ 慈雲山（北）

### 九龍巴士15B線
- 藍田（北） ↔ 觀塘碼頭

### 九龍巴士15M線
- 藍田（北） ↔ 觀塘地鐵站

### 九龍巴士15P線
- 啟業 → 藍田（北）

### 九龍巴士15X線
- 藍田（北） ↔ 尖沙咀（漢口道）

### 九龍巴士16線
- 藍田（北） ↔ 大角咀碼頭

### 九龍巴士16線（晨早特別班次）
- 藍田（北） → 旺角（柏景灣）

### 過海隧道巴士603線
- 藍田（北） ↔ 中環渡輪碼頭

### 過海隧道巴士603S線
- 金鐘地鐵站 → 藍田（北）

### 九龍巴士889線
- 藍田（北） ↔ 沙田馬場

### 城巴E22P線
- 藍田（北） ↔ 赤鱲角碼頭

## 過往途經路線資料

### 九龍巴士15C線
- 藍田（南） ↺ 觀塘（裕民坊）

### 九龍巴士277X線
- 聯和墟 ↔ 平田

## 車坑分佈
| 車坑分佈（以入口最左邊起計） | 車坑分佈（以入口最左邊起計） | 車坑分佈（以入口最左邊起計）               |
| 車坑編號                     | 車坑數目                     | 路線                                       |
| ---------------------------- | ---------------------------- | ------------------------------------------ |
| 1                            | 單坑                         | 城巴E22線                                  |
| 2                            | 單坑                         | 九龍巴士38、38P、88X線                     |
| 3                            | 單坑                         | 九龍巴士15線 過海隧道巴士603、603A、603S線 |
| 4                            | 單坑                         | 九龍巴士40A線                              |
| 5                            | 單坑                         | 九龍巴士16線（特別班次）                   |
| 6                            | 單坑                         | 九龍巴士15A、16M線                         |
| 7                            | 單坑                         | 後備                                       |
| 8                            | 單坑                         | 行車通道                                   |
| 9                            | 單坑                         | 公共小巴觀塘至藍田線                       |

## 擬建公屋
2020年3月，因應公營房屋供應不足，房屋署擬在藍田（北）巴士總站興建一幢約38層高、約500個一至二人單位的「插針」公屋。料可提供約900個單位，容納約560人。工程預計2022年展開，並於2026年落成，同時會重置藍田（北）公共運輸交匯處及相關道路改善工程，但遭附近的居民強烈反對。

## 資料來源
1. 1 2  . 蘋果日報. 2020年3月30日  [2020年5月25日]. （原始内容存档于2020年5月27日）.（繁體中文）